# Vennebjerg Sogn
Vennebjerg Sogn er et sogn i Hjørring Søndre Provsti (Aalborg Stift).
I 1800-tallet var Vennebjerg Sogn anneks til Skallerup Sogn. Begge sogne hørte til Vennebjerg Herred i Hjørring Amt. Skallerup-Vennebjerg sognekommune blev ved kommunalreformen i 1970 indlemmet i Hjørring Kommune.
I Vennebjerg Sogn ligger Vennebjerg Kirke.
I sognet findes følgende autoriserede stednavne:
- Hvidevold (bebyggelse)
- Klangshøj (areal)
- Løkkegårde (bebyggelse)
- Låge (bebyggelse)
- Nejst (bebyggelse)
- Sorthede (bebyggelse)
- Vennebjerg (bebyggelse, ejerlav)
- Vilstrup (bebyggelse)
- Åsgårde (bebyggelse)